# Kamienice Hugona Hechta w Bydgoszczy

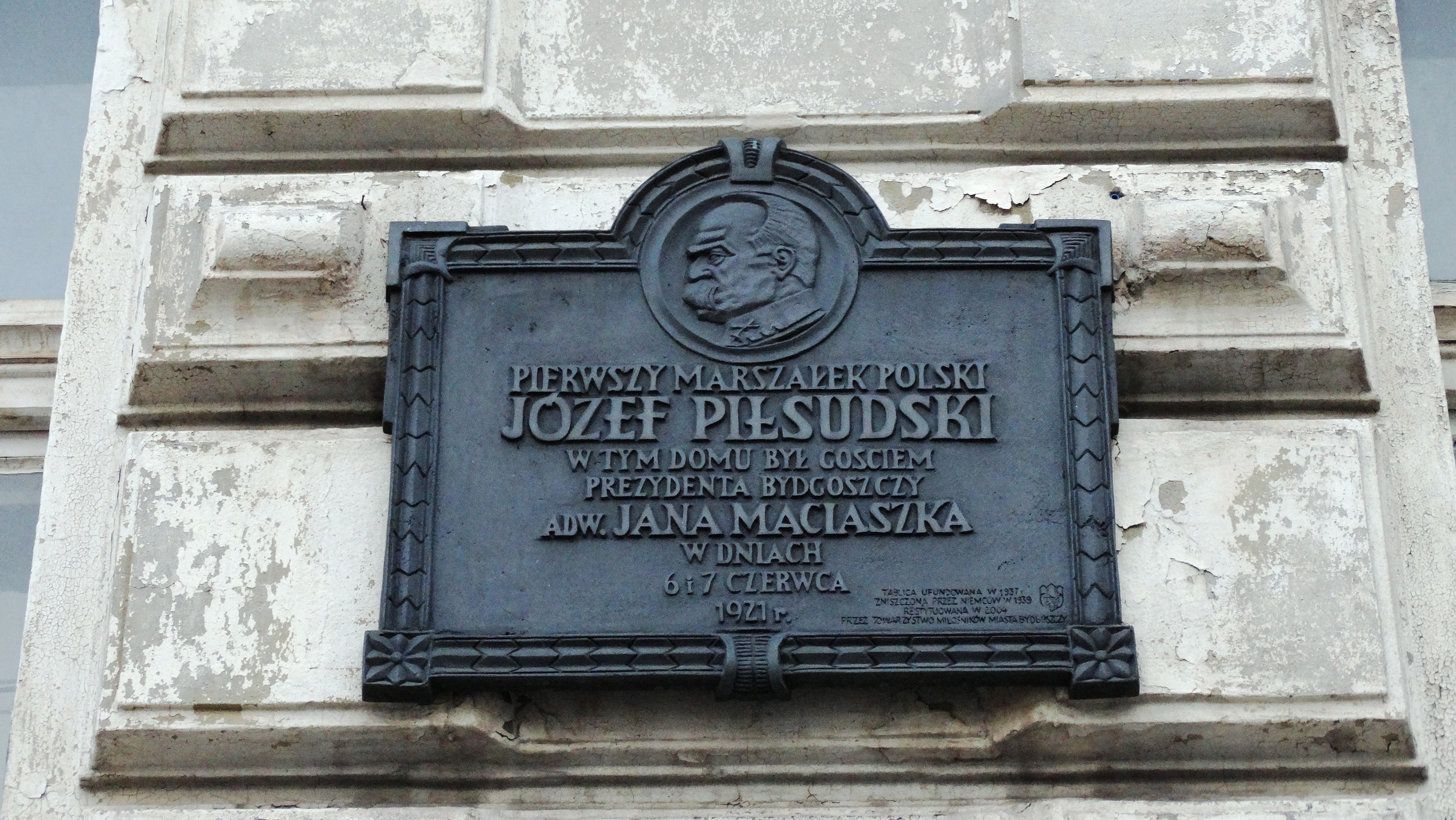
tablica

Kamienice Gdańska 92-94 w Bydgoszczy – zabytkowe kamienice w Bydgoszczy.

## Położenie
Dwie połączone ze sobą kamienice mają numerację 92-94. Stoją we wschodniej pierzei ul. Gdańskiej, między ul. Zamoyskiego, a Chodkiewicza.

## Historia
Dwie kamienice wzniesiono w latach 1889–1890 (nr 92) i 1891–1892 (nr 94) według projektu bydgoskiego budowniczego Józefa Święcickiego dla kupca i handlarza drewnem Hugo Hechta, jako jednolity architektonicznie zespół z sąsiednim budynkiem przy ul. Gdańskiej 96.
W 1903 roku do kamienicy nr 92 dobudowano północne skrzydło mieszkalne według projektu Georga Weissa. Natomiast w 1908 roku kamienicę nr 94 wzbogacono pionem częściowo przeszklonych werand, o stalowej konstrukcji, również wykonanych według projektu Georga Weissa.
W latach 1922–1933 właścicielem domu nr 92 był Jan Maciaszek, pierwszy prezydent Bydgoszczy okresu międzywojennego, który w 1920 roku przejmował władzę z rąk niemieckich. Podczas pobytu w Bydgoszczy w czerwcu 1921 roku w budynku zatrzymał się marszałek Józef Piłsudski. Fakt ten upamiętniała znajdująca się na fasadzie do 1939 roku tablica pamiątkowa, autorstwa bydgoskiego rzeźbiarza Teodora Gajewskiego.

## Architektura
Budynki stanowią przykład połączenia motywów wzorowanych na renesansie i manieryzmie, z różnych kręgów kulturowych, zwłaszcza o proweniencji francuskiej. Eklektyczną dekorację fasady wzbogacają elementy neorenesansowe i neomanierystyczne.

## Galeria

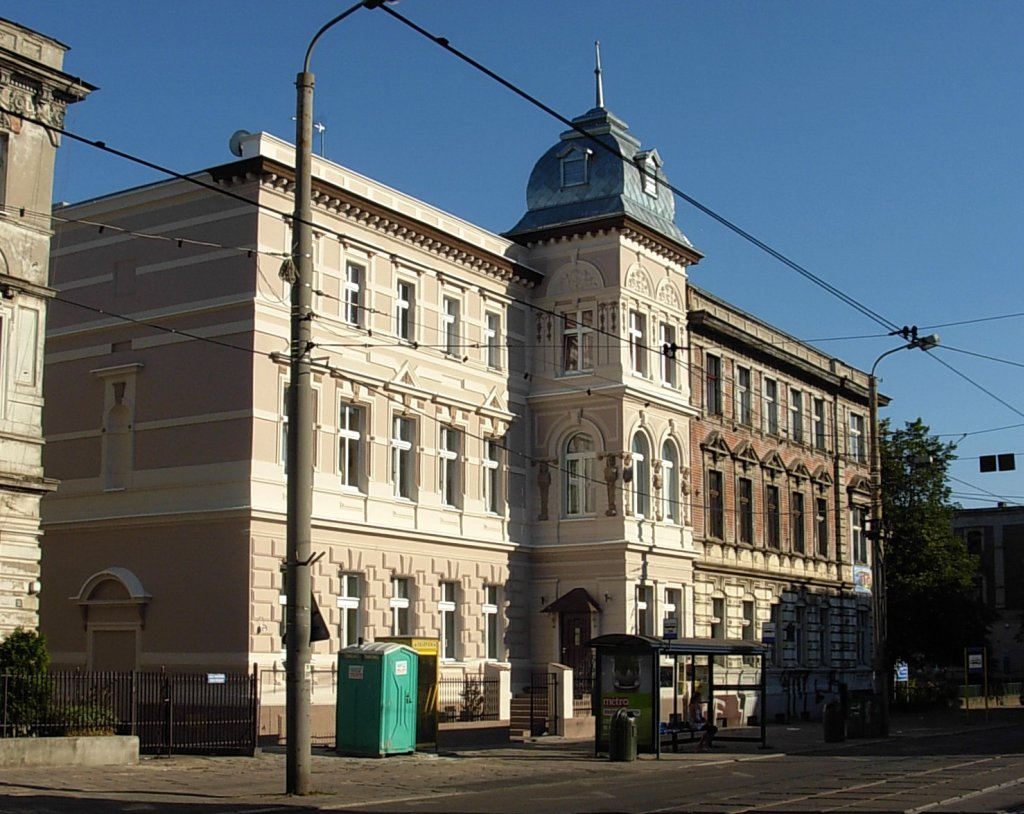
Obie kamienice w całości
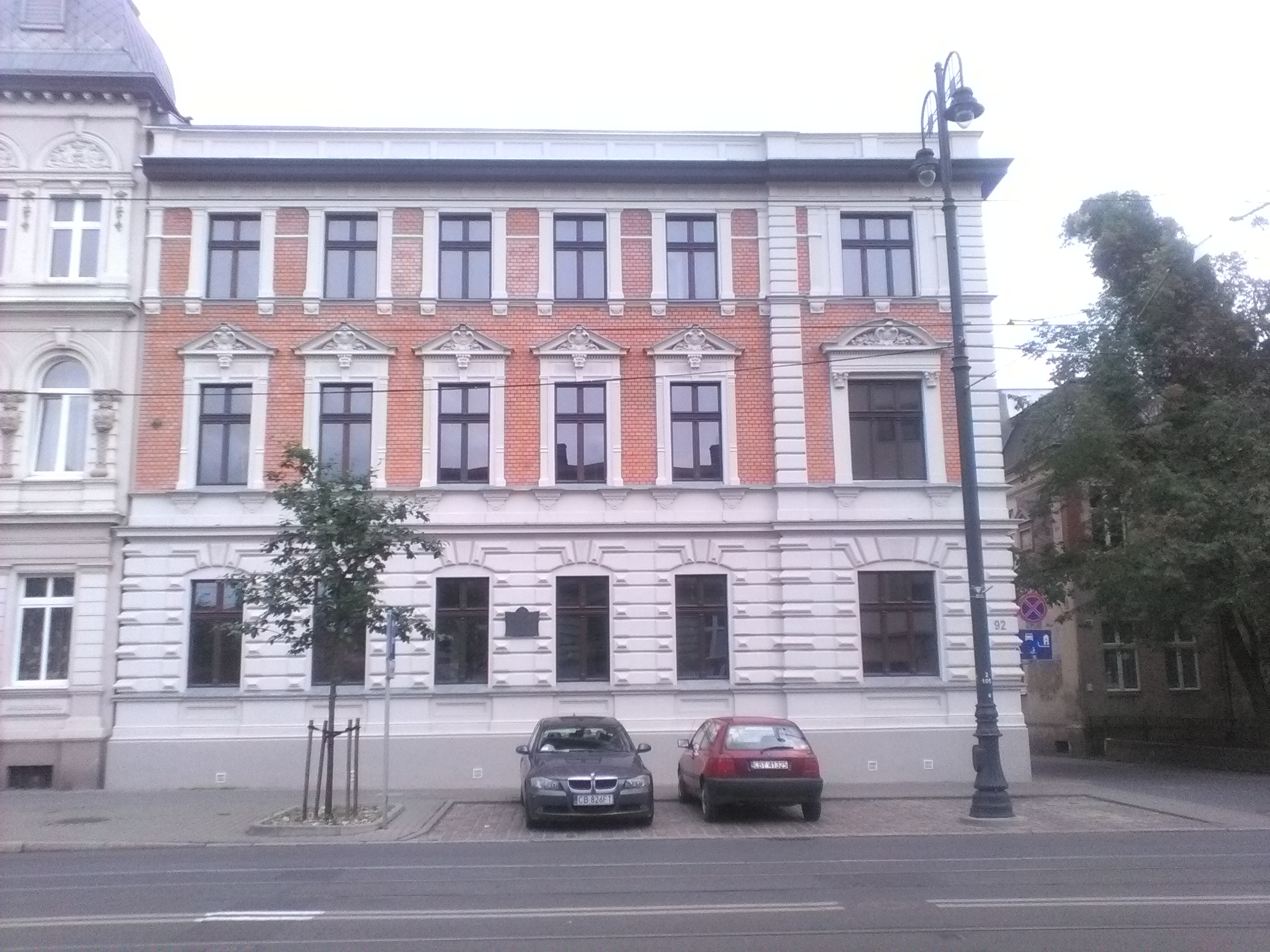
Nr 92
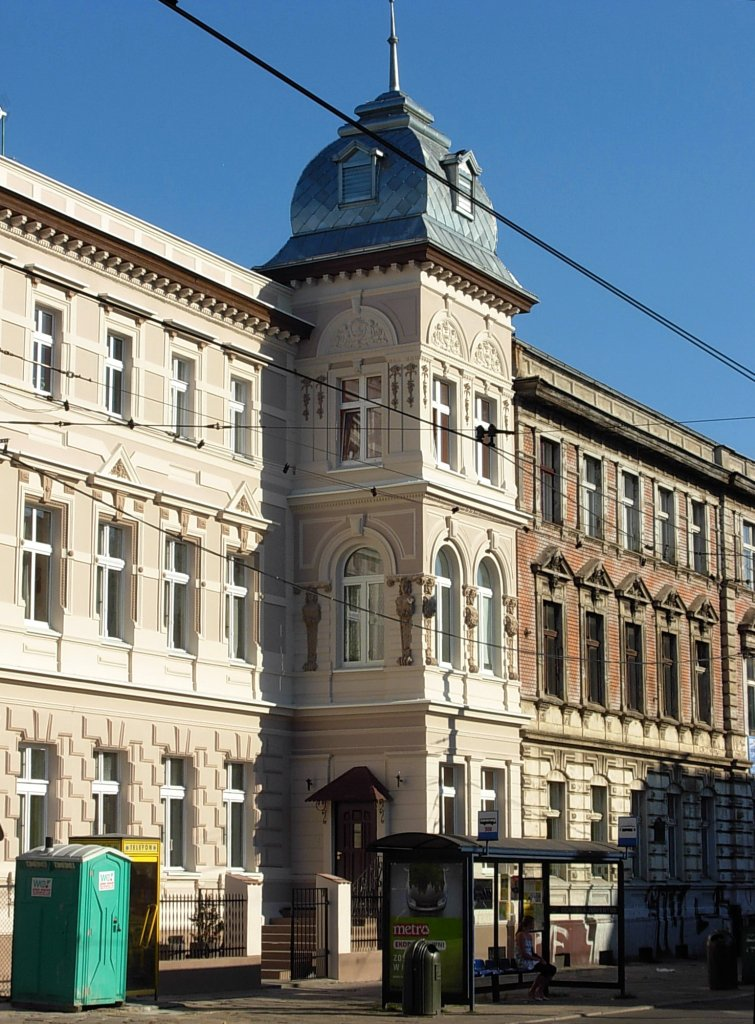
Ryzalit nakryty hełmem
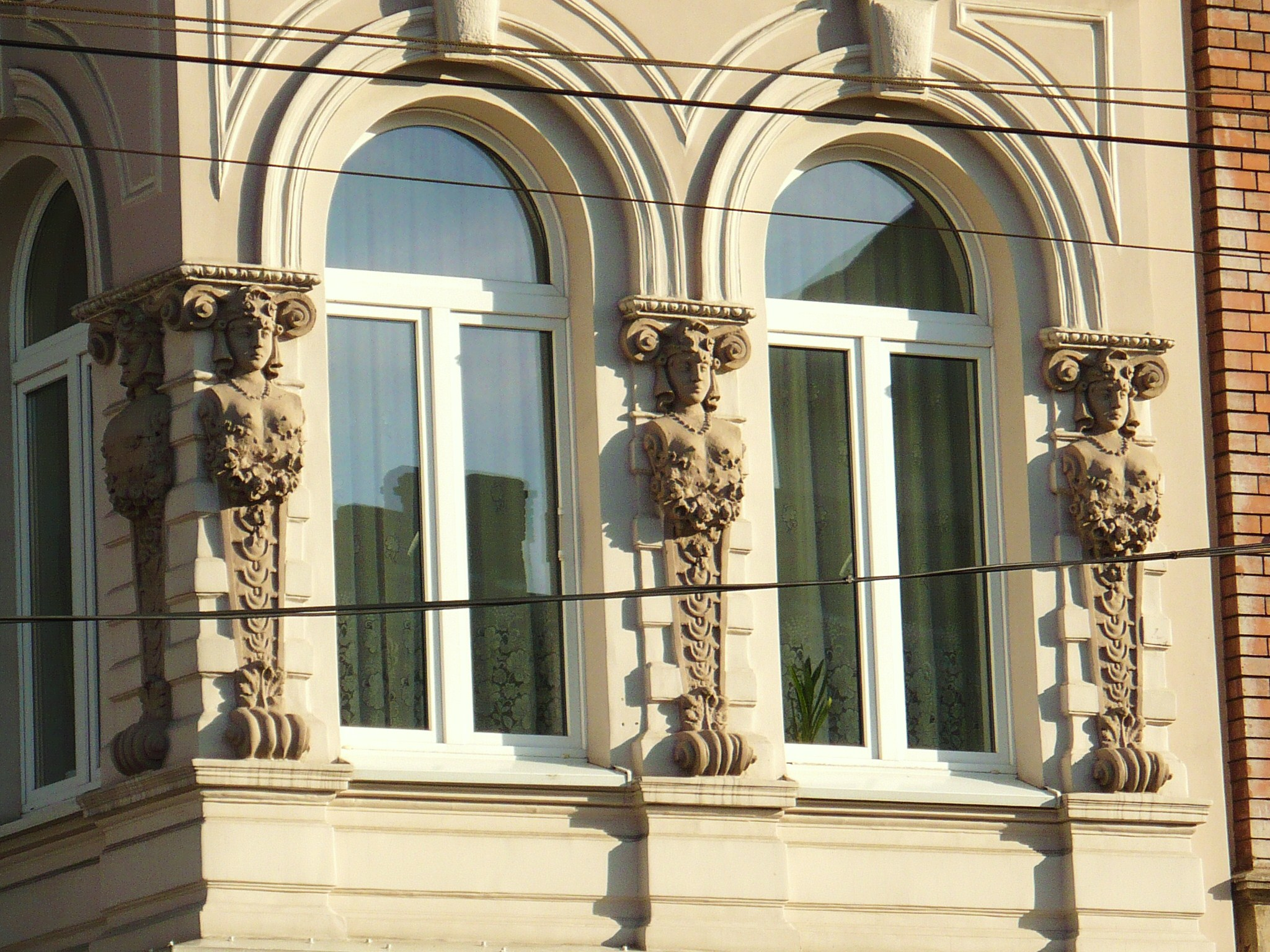
Kariatydy
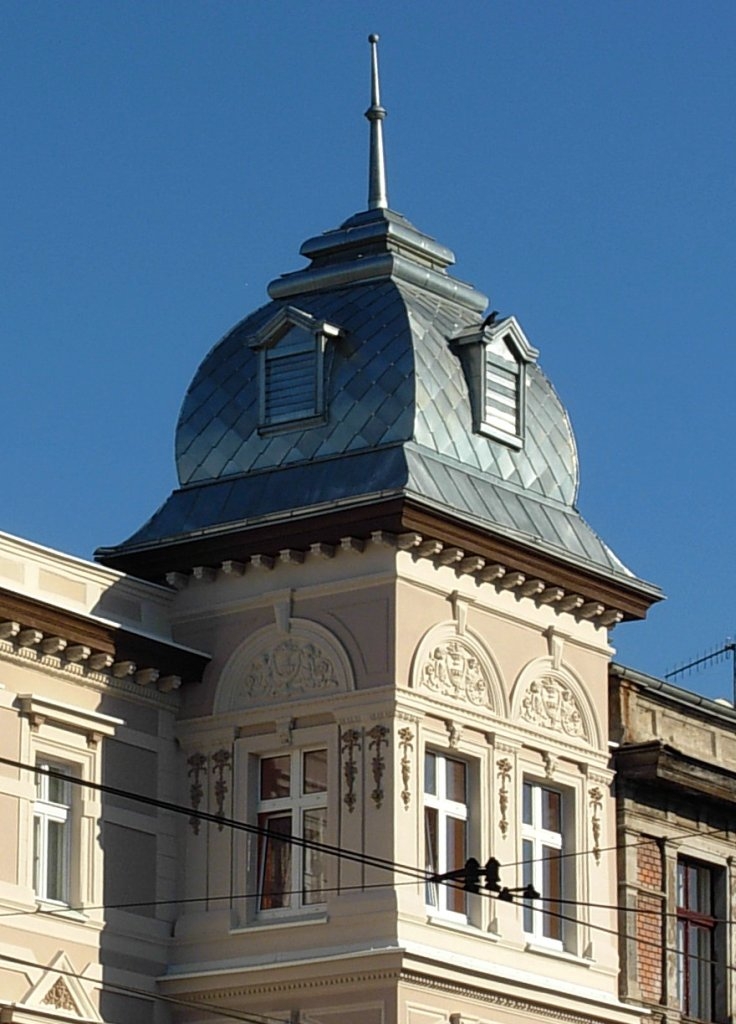
Hełm